# آسترید اس
آسترید اسمپلاس (انگلیسی: Astrid Smeplass؛ زادهٔ ۲۹ اکتبر ۱۹۹۶) که با نام مستعار آسترید اس (به انگلیسی: Astrid S) شناخته می‌شود خواننده و ترانه‌سرای اهل نروژ است.
در نروژ در دهکدهٔ «برکک» در «رنبو» بزرگ و در سنین کم وارد موسیقی شد.
در ۹ سالگی در MGPjr با یک دختر ده ساله به نام"Celine Helmgo" با نام هنری"AC:The Blue Snoopies"(مخفف نامشان) شرکت کرد.
آواز دونفرشان برای شرکت در مسابقهٔ موسیقی انتخاب نشد اما "Celine"بعداً با آهنگ"Bæstevænna"که دربارهٔ آسترید اس بود تونست"Melodi Grand Prix Junior 2007"رو برنده بشود.
آسترید اس در ۱۶سالگی، در " the Norwegian version of Pop Idol in 2013"شرکت داشت و همچین یک تک آهنگ منتشر کرد، به اسم"شکسته" زیر نام "Astrid Smeplass"(نام خواننده). آهنگی که به وسیلهٔ یک خواننده و ترانه‌سرای آمریکایی به نام"Melanie Fontana"نوشته شده بود. آسترید اس اولین تک آهنگ خودش رو با نام"۲صبح"با عکس جدیدش در ۱۸سالگیش در جهان منتشر کرد."۲صبح"در ۲۰۱۵ در آمریکا منتشر شد. همچنین او یک نسخه کاور از تک آهنگ"۵٬۴ثانیه"ارائه کرد.
در ۱۷سالگی از دبیرستان خارج شد تا روی جایگاهش در موسیقی تمرکز کنه.
در سال ۲۰۱۶، آسترید اس "Troye Sivan"را در تور اروپاییش حمایت کرد و در ۲۰ می ۲۰۱۶ یک "EP"(یک چیزی شبیه آلبوم موسیقی اما نه در اون حد که به آن بگویند آلبوم) رو با نام خودش منتشر کرد.
در سال ۲۰۱۷، آسترید اس صداهای پس زمینهٔ آهنگ «هی هی هی» که برای خواننده آمریکایی به نام «کتی پری» از آلبوم «شاهد» بود رو تهیه کرد.
کاورش از Cezinando's "Vi er perfekt men verden er ikke detدر "soundtrack"در چهارمین فصل از "Skam"دیده شد و او این کار رو در"the P3 Gull 2017 ceremony" روی یک سقف اجرا کرد. کاور (آهنگی که توسط یک هنرمند جدید اجرا می‌شود یا متفاوت با نسخه اصلی ارائه می‌شود) خیلی بیشتر از آهنگ اصلی معروف شد.
در ۳۰ (ژوئن)، دومین "EP"خودش رو با نام "پارتی تمام شده" منتشر کرد که تک آهنگ‌های "نفس کشیدن" (شمارهٔ ۳ در نروژ) و"چه پسری"(شمارهٔ ۲ در نروژ) در اون خودنمایی میکردند. دو هفته بعد بازگردانی آکوستیک "EP" به همراه یک آهنگ اضافه شده با نام"مکزیکو"منتشر شد.
در سپتامبر ۲۰۱۷، تک آهنگ «فکر کردن قبل حرف زدن» در بالای چارت نروژ و شمارهٔ ۱۴ سوئد جایی که به آن گواهی «پلاتینیوم» تعلق می‌گیرد قرار گرفت. همچنین در دانمارک هم تونست گواهی «طلا» رو در رتبهٔ ۹ کسب کنه.
آسترید اس در فوریه ۲۰۱۸ در "the annual Spellemannsprisen"تونست" Årets Spellemann(هنرمند سال)"رو به خودش اختصاص بده و تبدیل به اولین زنی بشود که بعد از سال ۲۰۰۳ توانسته این کار رو بکند (جایزه رو بدست بیاره).
همچین در سال ۲۰۱۸یک آهنگ در اینستاگرام و توییتر با طرفداران ساخته شد. طرفداراش یک روز رو صرف نوشتن ترانه برای آهنگ بعدی کردند. آسترید اس بعداً در کانال یوتیوب دو ویدیو که یکی نشان دهندهٔ سرودن آهنگ «مرتبط» و اون یکی هم یک ویدیو با خود آهنگ بود منتشر کرد.
آسترید اس در ۱ اکتبر ۲۰۱۸ تیزری از تک آهنگ"احساس" رو در شبکه‌های اجتماعیش به نمایش گذاشت."Universal Music"تأکید کرد که این آهنگ در ۱۲ اکتبر ۲۰۱۸ منتشر می‌شود. او اولین اجرایش برای این آهنگ رو درNRK's P3 Gull" "2018انجام داد. در ۴ دسامبر۲۰۱۸ تک آهنگ"نزدیکتر"منتشر شد اما توی چارت نروژ قرار نگرفت.
در ۱ فوریه ۲۰۱۹ تک آهنگ «فردی جدید» رو منتشر کرد.